# Tanyproctus sabatinellii
Tanyproctus sabatinellii är en skalbaggsart som beskrevs av Keith 2009. Tanyproctus sabatinellii ingår i släktet Tanyproctus och familjen Melolonthidae. Inga underarter finns listade i Catalogue of Life.